# Bode Miller
Samuel Bode Miller (ur. 12 października 1977 w Easton) – amerykański narciarz alpejski, wielokrotny medalista olimpijski oraz mistrzostw świata, a także dwukrotny zdobywca Pucharu Świata.

## Kariera
Miller znany jest ze wszechstronnych umiejętności alpejskich – zaczynał głównie jako slalomista, z czasem osiągał także dobre wyniki w konkurencjach szybkościowych. W grudniu 2004 roku został drugim zawodnikiem w historii (po reprezentującym Luksemburg Marco Girardellim w sezonie 1988/1989), który odniósł zwycięstwa we wszystkich konkurencjach alpejskich w jednym sezonie; Miller uczynił to zaledwie po dziesięciu zawodach pucharowych sezonu. Jest jedną z barwniejszych postaci w gronie alpejczyków. Znany z ryzykownego stylu jazdy, często nie kończy przejazdów; z drugiej strony udaje mu się zyskiwać czas nad rywalami w sytuacjach, pozornie sprawiających wrażenie popełnienia błędu. Cechuje go także swobodne podejście do startów – w jednym z wywiadów stwierdził, że startował po wypiciu alkoholu (co potem prostował, chodziło jedynie o spożycie alkoholu w wieczór poprzedzający zawody). W innej kontrowersyjnej wypowiedzi oskarżył znanego kolarza Lance’a Armstronga o stosowanie niedozwolonych środków wspomagających. Jak się okazało miał rację.
Zdobył dwa medale na igrzyskach olimpijskich w Salt Lake City w 2002 roku. Został wicemistrzem olimpijskim w slalomie gigancie (za Austriakiem Stephanem Eberharterem) i w kombinacji alpejskiej (za Norwegiem Kjetilem André Aamodtem). Na igrzyskach w Nagano cztery lata wcześniej nie ukończył zarówno slalomu, jak i slalomu giganta. Starty podczas igrzysk w Turynie w 2006 roku rozpoczął od piątego miejsca w zjeździe. Był też szósty w gigancie, a rywalizacji w supergigancie, kombinacji i slalomie nie ukończył.
Jest również multimedalistą mistrzostw świata. Debiutował przed własną publicznością na mistrzostwach świata w Vail w 1999 roku, gdzie w slalomie gigancie i supergigancie zajmował dalsze miejsca, ale w slalomie uplasował się na 8. pozycji. Pierwsze medale zdobył podczas MŚ w St. Moritz cztery lata później, zostając mistrzem w slalomie gigancie i kombinacji oraz wicemistrzem w supergigancie. Zdominował konkurencje szybkościowe podczas mistrzostw świata w Bormio w 2005 roku, wygrywając zjazd i supergigant, natomiast nie ukończył obu slalomów oraz kombinacji. Na późniejszych edycjach MŚ nie stawał już na podium, jego najlepszym wynikiem było szóste miejsce w superkombinacji wywalczone podczas mistrzostw świata w Åre w 2007 roku.
W zawodach Pucharu Świata zadebiutował 20 listopada 1997 roku w Park City, zajmując jedenaste miejsce w slalomie gigancie. Tym samym już w swoim debiucie zdobył pierwsze pucharowe punkty. Pierwszy raz na podium zawodów tego cyklu stanął 17 grudnia 2000 roku w Val d’Isère, zajmując trzecie miejsce w gigancie. Wyprzedzili go wtedy tylko Szwajcar Michael von Grünigen i Austriak Heinz Schilchegger. Blisko rok później, 9 grudnia 2001 roku w tej samej miejscowości odniósł pierwsze zwycięstwo w zawodach PŚ, wygrywając giganta. 13 stycznia 2008 roku w Wengen był najlepszy w zjeździe, odnosząc 27. zwycięstwo w karierze, czym wyprzedził Phila Mahre w ilości amerykańskich zwycięstw w PŚ. W klasyfikacji generalnej Pucharu Świata w sezonie 2001/2002 zajął czwarte miejsce, a w klasyfikacji slalomu był drugi. Rok później ukończył rywalizację na drugim miejscu, za Eberharterem. W sezonie 2003/2004 ponownie był czwarty; po bardzo dobrym początku sezonu 2004/2005 utrzymał pozycję lidera do końca sezonu i sięgnął po Kryształową Kulę, przed Austriakami Benjaminem Raichem i Hermannem Maierem. Najlepszy w klasyfikacji generalnej był też w sezonie 2007/2008, wyprzedzając Raicha i Didiera Cuche ze Szwajcarii. Sześciokrotnie zdobywał Małą Kryształową Kulę: w slalomie gigancie (2003/04), supergigancie (2004/05, 2006/07) oraz kombinacji (2002/03, 2003/04, 2007/08).
Największe olimpijskie sukcesy osiągnął podczas igrzysk w Vancouver w 2010 roku, gdzie zdobył trzy medale – brązowy w zjeździe, srebrny w supergigancie i złoty w superkombinacji, stając się piątym alpejczykiem na świecie, który zdobył medale olimpijskie w czterech różnych konkurencjach. Podczas swojego piątego startu olimpijskiego, na igrzyskach w Soczi w 2014 roku zdobył medal brązowy w supergigancie ex aequo z Janem Hudecem. Stał się tym samym najstarszym w historii zdobywcą olimpijskiego medalu w narciarstwie alpejskim.
W październiku 2005 roku opublikował autobiografię Bode: Go Fast, Be Good, Have Fun (napisaną wspólnie z Jackiem McEnany'm).

## Osiągnięcia

### Igrzyska olimpijskie
| Miejsce | Dzień     | Rok  | Miejscowość     | Konkurencja     | Czas biegu | Strata | Zwycięzca           |
| ------- | --------- | ---- | --------------- | --------------- | ---------- | ------ | ------------------- |
| DNF2    | 19 lutego | 1998 | Nagano          | Gigant          | 2:38,51    | —      | Hermann Maier       |
| DNF2    | 21 lutego | 1998 | Nagano          | Slalom          | 1:49,31    | —      | Hans Petter Buraas  |
| 2.      | 13 lutego | 2002 | Snowbasin       | Kombinacja      | 3:17,56    | +0,28  | Kjetil André Aamodt |
| 2.      | 21 lutego | 2002 | Park City       | Gigant          | 2:23,28    | +0,88  | Stephan Eberharter  |
| 24.     | 23 lutego | 2002 | Deer Valley     | Slalom          | 1:41,06    | +11,73 | Jean-Pierre Vidal   |
| 5.      | 12 lutego | 2006 | Sestriere       | Zjazd           | 1:48,80    | +1,13  | Antoine Dénériaz    |
| DSQ     | 14 lutego | 2006 | Sestriere       | Kombinacja      | 3:09,45    | —      | Ted Ligety          |
| DNF1    | 18 lutego | 2006 | Sestriere       | Supergigant     | 1:30,65    | —      | Kjetil André Aamodt |
| 6.      | 20 lutego | 2006 | Sestriere       | Gigant          | 2:35,00    | +1,06  | Benjamin Raich      |
| DNF1    | 25 lutego | 2006 | Sestriere       | Slalom          | 1:43,14    | —      | Benjamin Raich      |
| 3.      | 15 lutego | 2010 | Whistler        | Zjazd           | 1:54,31    | +0,09  | Didier Défago       |
| 2.      | 19 lutego | 2010 | Whistler        | Supergigant     | 1:30,34    | +0,28  | Aksel Lund Svindal  |
| 1.      | 21 lutego | 2010 | Whistler        | Superkombinacja | 2:44,92    | —      | —                   |
| DNF1    | 23 lutego | 2010 | Whistler        | Gigant          | 2:37,83    | —      | Carlo Janka         |
| DNF1    | 27 lutego | 2010 | Whistler        | Slalom          | 1:39,32    | —      | Giuliano Razzoli    |
| 8.      | 9 lutego  | 2014 | Krasnaja Polana | Zjazd           | 2:06,23    | +0,52  | Matthias Mayer      |
| 6.      | 14 lutego | 2014 | Krasnaja Polana | Superkombinacja | 2:45,20    | +1,40  | Sandro Viletta      |
| 3.      | 16 lutego | 2014 | Krasnaja Polana | Supergigant     | 1:18,14    | +0,53  | Kjetil Jansrud      |
| 20.     | 19 lutego | 2014 | Krasnaja Polana | Gigant          | 2:45,29    | +2,53  | Ted Ligety          |

### Mistrzostwa świata
| Miejsce | Dzień       | Rok  | Miejscowość            | Konkurencja     | Czas biegu | Strata | Zwycięzca                 |
| ------- | ----------- | ---- | ---------------------- | --------------- | ---------- | ------ | ------------------------- |
| 26.     | 2 lutego    | 1999 | Vail                   | Supergigant     | 1:14,53    | +2,59  | Hermann Maier, Lasse Kjus |
| 18.     | 12 lutego   | 1999 | Vail                   | Gigant          | 2:19,31    | +3,82  | Lasse Kjus                |
| 8.      | 14 lutego   | 1999 | Vail                   | Slalom          | 1:42,12    | +0,82  | Kalle Palander            |
| DNF1    | 30 stycznia | 2001 | Sankt Anton am Arlberg | Supergigant     | 1:21,46    | -      | Daron Rahlves             |
| 2.      | 2 lutego    | 2003 | St. Moritz             | Supergigant     | 1:38,80    | +0,77  | Stephan Eberharter        |
| 1.      | 6 lutego    | 2003 | St. Moritz             | Kombinacja      | 3:18,41    | -      | -                         |
| 16.     | 8 lutego    | 2003 | St. Moritz             | Zjazd           | 1:43,54    | +2,24  | Michael Walchhofer        |
| 1.      | 12 lutego   | 2003 | St. Moritz             | Gigant          | 2:45,93    | -      | -                         |
| 6.      | 16 lutego   | 2003 | St. Moritz             | Slalom          | 1:40,66    | +0,88  | Ivica Kostelić            |
| 1.      | 29 stycznia | 2005 | Bormio                 | Supergigant     | 1:27,55    | -      | -                         |
| DNF     | 3 lutego    | 2005 | Bormio                 | Kombinacja      | 3:19,10    | -      | Benjamin Raich            |
| 1.      | 5 lutego    | 2005 | Bormio                 | Zjazd           | 1:56,22    | -      | -                         |
| DNF1    | 9 lutego    | 2005 | Bormio                 | Gigant          | 2:50,41    | -      | Hermann Maier             |
| DNF2    | 12 lutego   | 2005 | Bormio                 | Slalom          | 1:41,34    | -      | Benjamin Raich            |
| 24.     | 6 lutego    | 2007 | Åre                    | Supergigant     | 1:14,30    | +1,34  | Patrick Staudacher        |
| 6.      | 8 lutego    | 2007 | Åre                    | Superkombinacja | 2:28,99    | +0,98  | Daniel Albrecht           |
| 7.      | 11 lutego   | 2007 | Åre                    | Zjazd           | 1:44,68    | +1,27  | Aksel Lund Svindal        |
| 15.     | 14 lutego   | 2007 | Åre                    | Gigant          | 2:19,64    | +2,01  | Aksel Lund Svindal        |
| DNF1    | 17 lutego   | 2007 | Åre                    | Slalom          | 1:57,33    | -      | Mario Matt                |
| 12.     | 4 lutego    | 2009 | Val d’Isère            | Supergigant     | 1:19,41    | +2,43  | Didier Cuche              |
| 8.      | 7 lutego    | 2009 | Val d’Isère            | Zjazd           | 2:07,01    | +1,37  | John Kucera               |
| DNF2    | 9 lutego    | 2009 | Val d’Isère            | Superkombinacja | 2:23,00    | -      | Aksel Lund Svindal        |
| DNF2    | 13 lutego   | 2009 | Val d’Isère            | Gigant          | 2:18,82    | -      | Carlo Janka               |
| DNF1    | 15 lutego   | 2009 | Val d’Isère            | Slalom          | 1:44,17    | -      | Manfred Pranger           |
| 12.     | 9 lutego    | 2011 | Ga-Pa                  | Supergigant     | 1.38,31    | + 2,75 | Christof Innerhofer       |
| 5.      | 12 lutego   | 2011 | Ga-Pa                  | Zjazd           | 1:58,41    | +2,42  | Erik Guay                 |
| DNF2    | 14 lutego   | 2011 | Ga-Pa                  | Superkombinacja | 2:54,51    | -      | Aksel Lund Svindal        |
| 12.     | 18 lutego   | 2011 | Ga-Pa                  | Gigant          | 2:10,56    | +1,27  | Ted Ligety                |

### Puchar Świata

#### Miejsca w klasyfikacji generalnej
| Sezon     | Puchar Świata | Zjazd      | Slalom     | Gigant     | Supergigant | Kombinacja |
| --------- | ------------- | ---------- | ---------- | ---------- | ----------- | ---------- |
| 1997/1998 | 95.miejsce    | -          | -          | 36.miejsce | -           | -          |
| 1998/1999 | 38.miejsce    | -          | 23.miejsce | 23.miejsce | -           | -          |
| 1999/2000 | 90.miejsce    | -          | -          | 31.miejsce | 44.miejsce  | -          |
| 2000/2001 | 42.miejsce    | 55.miejsce | -          | 15.miejsce | 34.miejsce  | -          |
| 2001/2002 | 4.miejsce     | -          | 2.miejsce  | 7.miejsce  | 49.miejsce  | 4.miejsce  |
| 2002/2003 | 2.miejsce     | 13.miejsce | 17.miejsce | 2.miejsce  | 12.miejsce  | 1.miejsce  |
| 2003/2004 | 4.miejsce     | 23.miejsce | 5.miejsce  | 1.miejsce  | 25.miejsce  | 1.miejsce  |
| 2004/2005 | 1.miejsce     | 2.miejsce  | 15.miejsce | 2.miejsce  | 1.miejsce   | -          |
| 2005/2006 | 3.miejsce     | 5.miejsce  | 32.miejsce | 9.miejsce  | 10.miejsce  | 2.miejsce  |
| 2006/2007 | 4.miejsce     | 8.miejsce  | 55.miejsce | 6.miejsce  | 1.miejsce   | 28.miejsce |
| 2007/2008 | 1.miejsce     | 2.miejsce  | 29.miejsce | 13.miejsce | 8.miejsce   | 1.miejsce  |
| 2008/2009 | 15.miejsce    | 7.miejsce  | 16.miejsce | 35.miejsce | 27.miejsce  | -          |
| 2009/2010 | 20.miejsce    | 17.miejsce | 43.miejsce | -          | 18.miejsce  | 5.miejsce  |
| 2010/2011 | 14.miejsce    | 12.miejsce | -          | 24.miejsce | 14.miejsce  | 22.miejsce |
| 2011/2012 | 15.miejsce    | 5.miejsce  | 53.miejsce | 31.miejsce | 16.miejsce  | 16.miejsce |
| 2013/2014 |               | 8.miejsce  |            |            | 5.miejsce   |            |

#### Zwycięstwa w zawodach
| Nr  | Dzień           | Rok  | Miejscowość            | Konkurencja     | Czas        |
| --- | --------------- | ---- | ---------------------- | --------------- | ----------- |
| 1.  | 9 grudnia       | 2001 | Val d’Isère            | Gigant          | 2:36.02 min |
| 2.  | 10 grudnia      | 2001 | Madonna di Campiglio   | Slalom          | 1:36.01 min |
| 3.  | 6 stycznia      | 2002 | Adelboden              | Slalom          | 1:33.24 min |
| 4.  | 22 stycznia     | 2002 | Schladming             | Slalom          | 1:44.60 min |
| 5.  | 22 grudnia      | 2002 | Alta Badia             | Gigant          | 2:33.81 min |
| 6.  | 4 stycznia      | 2003 | Kranjska Gora          | Gigant          | 2:04.15 min |
| 7.  | 26 października | 2003 | Sölden                 | Gigant          | 2:09.58 min |
| 8.  | 22 listopada    | 2003 | Park City              | Gigant          | 2:20.84 min |
| 9.  | 11 stycznia     | 2004 | Chamonix               | Kombinacja      | 3:30.91 min |
| 10. | 25 stycznia     | 2004 | Kitzbühel              | Kombinacja      | 3:31.43 min |
| 11. | 15 lutego       | 2004 | Sankt Anton am Arlberg | Slalom          | 1:34.60 min |
| 12. | 28 lutego       | 2004 | Kranjska Gora          | Gigant          | 2:13.01 min |
| 13. | 24 października | 2004 | Sölden                 | Gigant          | 2:16.44 min |
| 14. | 27 listopada    | 2004 | Lake Louise            | Zjazd           | 1:42.75 min |
| 15. | 28 listopada    | 2004 | Lake Louise            | Supergigant     | 1:28.18 min |
| 16. | 3 grudnia       | 2004 | Beaver Creek           | Zjazd           | 1:39.76 min |
| 17. | 12 grudnia      | 2004 | Val d’Isère            | Gigant          | 2:20.66 min |
| 18. | 13 grudnia      | 2004 | Sestriere              | Slalom          | 1:39.03 min |
| 19. | 11 marca        | 2005 | Lenzerheide            | Supergigant     | 1:10.24 min |
| 20. | 3 grudnia       | 2005 | Beaver Creek           | Gigant          | 2:34.56 min |
| 21. | 16 marca        | 2006 | Åre                    | Supergigant     | 1:27.78 min |
| 22. | 1 grudnia       | 2006 | Beaver Creek           | Zjazd           | 1:46.15 min |
| 23. | 15 grudnia      | 2006 | Val Gardena            | Supergigant     | 1:32.35 min |
| 24. | 20 grudnia      | 2006 | Hinterstoder           | Supergigant     | 1:09.76 min |
| 25. | 13 stycznia     | 2007 | Wengen                 | Zjazd           | 2:28.89 min |
| 26. | 29 grudnia      | 2007 | Bormio                 | Zjazd           | 2:00.57 min |
| 27. | 13 stycznia     | 2008 | Wengen                 | Zjazd           | 2:30.40 min |
| 28. | 20 stycznia     | 2008 | Kitzbühel              | Kombinacja      | 3:39.86 min |
| 29. | 27 stycznia     | 2008 | Chamonix               | Superkombinacja | 2:34.58 min |
| 30. | 3 lutego        | 2008 | Val d’Isère            | Superkombinacja | 2:18.45 min |
| 31. | 1 marca         | 2008 | Kvitfjell              | Zjazd           | 1:46.16 min |
| 32. | 15 stycznia     | 2010 | Wengen                 | Superkombinacja | 2:35.96 min |
| 33. | 2 grudnia       | 2011 | Beaver Creek           | Zjazd           | 1:43.82 min |

- 33 zwycięstwa (9 gigantów, 8 zjazdów, 5 slalomów, 5 supergigantów, 3 kombinacje i 3 superkombinacje)

#### Miejsca na podium w zawodach chronologicznie
| Sezon Pucharu Świata | 1. miejsce | 2. miejsce | 3. miejsce | razem |  |
| 2013/2014            | 0          | 2          | 2          | 4     |  |
| 2012/2013            | 0          | 0          | 0          | 0     |  |
| 2011/2012            | 1          | 2          | 1          | 4     |  |
| 2010/2011            | -          | 1          | 2          | 3     |  |
| 2009/2010            | 1          | -          | -          | 1     |  |
| 2008/2009            | -          | 3          | -          | 3     |  |
| 2007/2008            | 6          | 4          | 1          | 11    |  |
| 2006/2007            | 4          | 1          | 1          | 6     |  |
| 2005/2006            | 2          | 4          | 2          | 8     |  |
| 2004/2005            | 7          | 4          | 3          | 14    |  |
| 2003/2004            | 6          | 1          | 2          | 9     |  |
| 2002/2003            | 2          | 3          | 1          | 6     |  |
| 2001/2002            | 4          | 4          | 1          | 9     |  |
| 2000/2001            | -          | -          | 1          | 1     |  |
| 1999/2000            | -          | -          | -          | -     |  |
| 1998/1999            | -          | -          | -          | -     |  |
| 1997/1998            | -          | -          | -          | -     |  |
| suma                 | 33         | 27         | 15         | 75    |  |

## Życie prywatne
W październiku 2012 roku poślubił siatkarkę plażową i modelkę Morgan Beck, w maju 2015 roku przyszedł na świat ich syn Nash Skan, a w listopadzie 2016 córka Emeline Grier, dzieci urodziły się w domu. Emeline zmarła w wyniku utonięcia w basenie 10 czerwca 2018 w Coto de Caza w Kalifornii. W dniu śmierci Emeline, Morgan była w kolejnej ciąży - w październiku 2018 urodził się ich drugi syn Easton.  8 listopada 2019 Morgan urodziła bliźnięta, chłopcy również przyszli na świat w domu. Para wychowuje także dwoje dzieci narciarza z poprzednich związków - Neesyn Dacey (ur. 2008) oraz Samuel, nazywany przez parę Nate ur. 2013.